# Klek (Republika Serbska)
Klek (cyr. Клек) – wieś w Bośni i Hercegowinie, w Republice Serbskiej, w mieście Sarajewo Wschodnie, w gminie Istočno Novo Sarajevo. W 2013 roku liczyła 140 mieszkańców.